# Punkt referencyjny
Zasugerowano, aby zintegrować ten artykuł z artykułem Waypoint. Nie opisano powodu propozycji integracji.

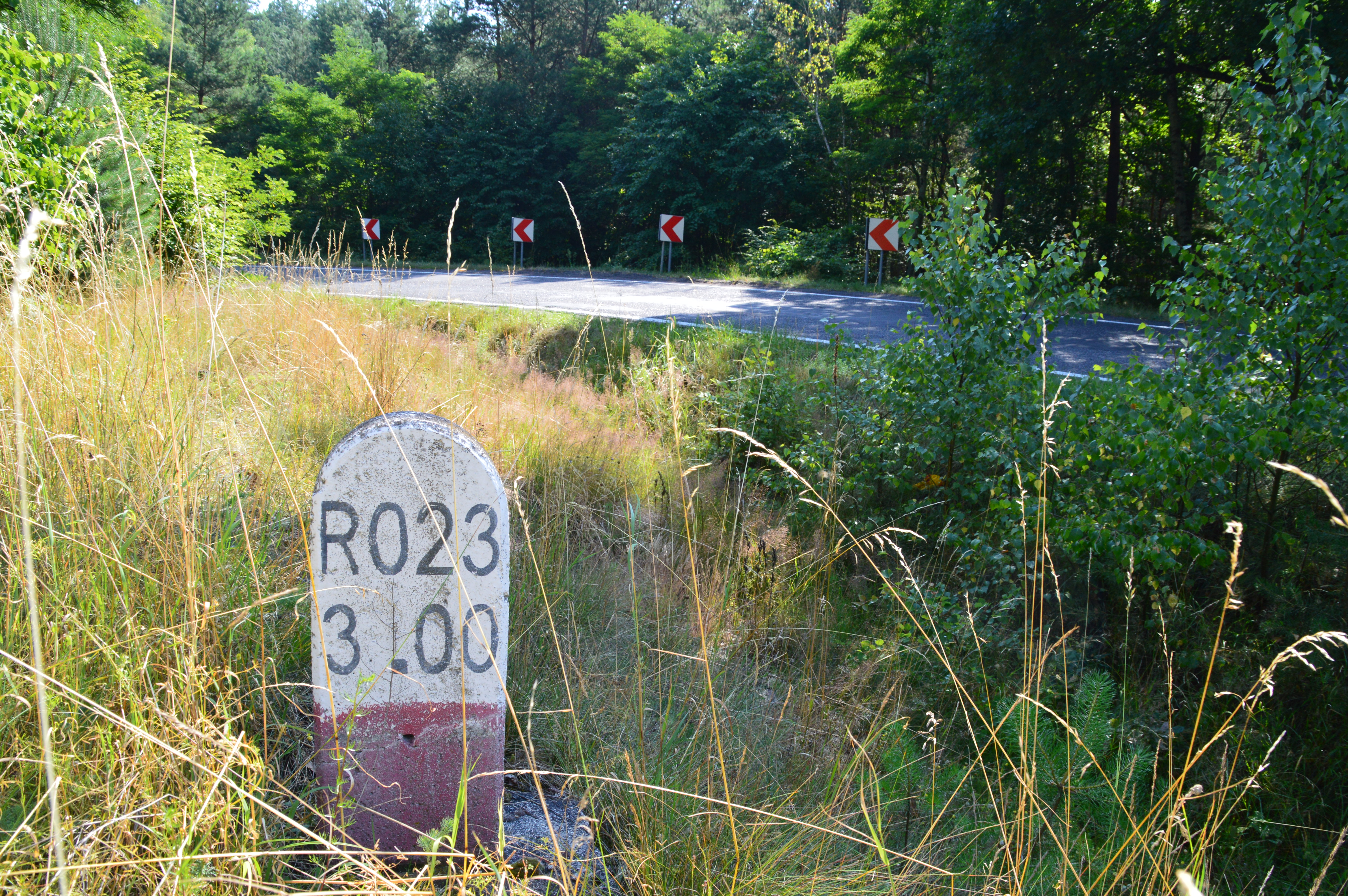
Świadek punktu referencyjnego na DW328

Punkt referencyjny – wybrany na sieci drogowej punkt charakterystyczny przyjęty jako punkt odniesienia dla lokalizowania informacji o drodze.